# Venturia saliciperda
Venturia saliciperda Nüesch – gatunek workowców z rodziny Venturiaceae. Wywołuje chorobę wierzb zwaną parchem wikliny.

## Systematyka i nazewnictwo
Pozycja w klasyfikacji według Index Fungorum: Venturiaceae, Venturiales, Pleosporomycetidae, Dothideomycetes, Pezizomycotina, Ascomycota, Fungi.
Synonimy:
- Fusicladium saliciperdum (Allesch. & Tubeuf) Lind 1905
- Pollaccia saliciperda (Allesch. & Tubeuf) Arx 1957
- Septogloeum saliciperdum Allesch. & Tubeuf 1895

## Morfologia
Pseudotecja okrągłe, zanurzone w tkankach żywiciela. Mają średnicę 80–120 μm i brodawkowatą ostiolę. W naturze pojawiają się bardzo rzadko. Worek cylindryczny, 8-zarodnikowy, bitunikowy, o rozmiarach 35–55 x 8–12 μm. Askospory wąskoeliptyczne, żółtawozielone, podzielone przegrodą zlokalizowaną w 1/3 wysokości zarodnika. Mają zaokrąglone, lub nieco tylko ostre końce i w miejscu przegrody są nieco zwężone. Wielkość: 11–14 × 3,5–5 μm. Pseudoparafizy włókniste, hialinowe.
Konidia powstają obficie, głównie na dolnej stronie liści wzdłuż nerwów, oraz na młodych pędach. Tworzą duże, nieregularne plamy. Konidiofory krótkie, wzniesione, cylindryczne, o długości 8–15 μm i szerokości 5–8 μm. Konidia o barwie od zielono-brązowej do oliwkowej, cylindryczne, z 1-2 przegrodami, zaokrąglonym wierzchołkiem i pałkowatą podstawą. Mają rozmiar 16–23 x 6–9 μm.

## Rozwój
Patogen zimuje na młodych pędach. Na wiosnę wytwarza konidia dokonujące infekcji. Konidia przenoszone są przez wiatr. Infekują młodse liście i pędy. W czasie sezonu wegetacyjnego na porażonych pędach i liściach rozwijają się następne pokolenia konidiów rozprzestrzeniające chorobę.

## Występowanie
Jest rozprzestrzeniony na całym świecie; poza Antarktydą występuje na wszystkich kontynentach i licznych wyspach. Rozwija się na licznych gatunkach wierzb.